# IPREDator
IPREDator je VPN služba provozovaná zakladateli Pirate Bay od dubna 2009. Vznikla jako reakce na švédský zákon IPRED, který umožňuje držitelům autorských práv a úředníkům požadovat od poskytovatelů konektivity informace o svých uživatelích.
V současnosti (2013) provozovatel podporuje protokoly OpenVPN a PPTP.